# Morrisonodon
Morrisonodon is een geslacht van uitgestorven multituberculate zoogdieren uit de Morrison-formatie uit het Laat-Jura van Noord-Amerika.
Morrisonodon brentbaatar werd beschreven door Robert T. Bakker in 1998, die het oorspronkelijk in het geslacht Ctenacodon plaatste. De fossiele resten, holotype TM 4003, bestaan uit een kaakfragment, het rechterbovenkaaksbeen, met twee bovenste premolaren en de tandkassen die overeenkomen met twee kiezen. De overblijfselen werden gevonden in de Morrison-formatie in Wyoming, in de Breakfast Bench-vindplaats. De soortaanduiding eert de paleontoloog Brent Breithaupt uit Wyoming, terwijl 'baatar' Mongools is voor 'held'.
Bakker wees zijn exemplaren onder voorbehoud toe aan Ctenacodon, waarbij hij opmerkte dat voor extra exemplaren een nieuwe classificatie nodig kan zijn. In een herziening uit 2001 van de multituberculaten erkenden Zofia Kielan-Jaworowska en Jørn Hurum het exemplaar van Bakker niet als een verwant van andere Ctenacodon-soorten of zelfs behorend tot de familie Allodontidae, en speculeerden dat de soort in plaats daarvan tot de familie Plagiaulacidae zou kunnen behoren. In 2004 werd de soort door Gerhard en Renate Hann geplaatst in het nieuw opgerichte geslacht Morrisonodon. De geslachtsnaam verbindt een verwijzing naar de Morrisonformatie met het Grieks odoon, 'tand'.